# Argyroeides flavicincta
Argyroeides flavicincta är en fjärilsart som beskrevs av Druce 1905. Argyroeides flavicincta ingår i släktet Argyroeides och familjen björnspinnare. Inga underarter finns listade i Catalogue of Life.